# Weizensteinbrand
Der Weizensteinbrand (Tilletia caries) ist ein parasitischer Pilz, der Weizen befällt. Befallssymptome zeigen sich etwa ab der Blüte. Später erscheinen in den Fruchtständen Brandbutten, die im Gegensatz zu normalen Körnern aufgrund der enthaltenen Pilzsporen schwarz gefärbt sind. Daraus ergibt sich ein unmittelbarer Ertragsausfall. Der Weizen ist für eine Vermahlung und im Extremfall auch als Futtermittel ungeeignet.

## Geschichte
Schon im Altertum wird von Theophrastos von Eresos (3. Jh. v. Chr.) und später von Plinius dem Älteren (1. Jh. n. Chr.) im 18. Buch seiner Naturalis historia der Brand der Ähre erwähnt. Obwohl man schon damals erkannt hat, dass sich die Gesundheit der Kulturpflanzen durch Beizen des Saatgutes fördern lässt, gingen diese Erfahrungen mit dem Niedergang der antiken Kultur verloren.
Im ausgehenden Mittelalter war der Steinbrand des Weizens eine der Hauptursachen für Ertragseinbußen und schlechte Ernten und löste dadurch auch Hungersnöte in der Bevölkerung aus. Durch die Giftigkeit der Sporen (Trimethylamin) traten Erkrankungen von Mensch und Tier auf, nicht selten mit Todesfolge.
Erst um die Mitte des 19. Jahrhunderts wurden die Zusammenhänge zwischen Pflanzenerkrankung und Saatgutbeschaffenheit aufgedeckt und Wege zur Bekämpfung der Brandkrankheiten erforscht. Mit der Einführung des Waschens von Getreide, der Warm- und Heißwasserbeize, vor allem aber durch die Saatgutbehandlung mit Quecksilber wurde der Verbreitung des Steinbrandes nachhaltig Einhalt geboten.
In den 1970er und 1980er Jahren wurden die giftigen Quecksilberbeizen durch neue ungiftigere und umweltverträglichere chemisch-synthetische Saatgutbeizen verdrängt und schließlich in den europäischen Ländern verboten.
Aufgrund der in der modernen Landwirtschaft üblichen Verwendung von Saatgutbeizen sind Ernteverluste durch den Steinbrand heute nur noch in Entwicklungsländern von wesentlicher Bedeutung. Allerdings ist der Einsatz von Saatgutbeizen in der ökologischen Landwirtschaft nicht erlaubt, weshalb die Verbreitung auch in Europa aufgrund der zunehmenden Ausdehnung der ökologischen Bewirtschaftung wieder ansteigt.

### Steinbrand als biologische Waffe
Während des Kalten Kriegs wurde daran geforscht, Pilzsporen der Gattung Tilletia, darunter Weizensteinbrand, als biologisches Erntevernichtungsmittel einzusetzen.
Der Irak soll den Einsatz von Tilletia im Iran-Irak-Krieg in Betracht gezogen haben.

## Merkmale
Die Ähren des Wirtes sind mit Sori gefüllt, teilweise sind sie von den Spelzen verdeckt. Sie sind vier bis acht Millimeter lang mit einem ähnlichen Durchmesser wie eine nicht infizierte Ähre. Die pulverige, rötlichbraune bis schwärzliche und stinkende Sporenmasse besteht aus Sporen und sterilen Zellen. Letztere sind kugelig, hyalin, dünnwandig, glatt und messen 10–20 µm (meist etwa 13 µm). Die Sporen besitzen keine Hülle und sind kugelig bis eiförmig, hell bis rötlich braun und messen 14–23 µm Durchmesser (im Schnitt etwa 18 µm). Ihre Wände sind netzförmig mit einer Tiefe von 0,5–1,5 µm und weniger als 3 µm Weite.

### Artabgrenzung
Eine korrekte Bestimmung ist nur mit Hilfe mikroskopischer Untersuchungen der Sporen sicher möglich.
Vom ähnlichen ebenfalls auf Weizen vorkommenden Tilletia laevis (Syn. Tilletia foetida) unterscheidet die Art sich von der Morphologie der Teliosporen: Sie sind beim Weizensteinbrand netzartig ornamentiert, bei Tilletia laevis aber glatt.
Bei Tilletia controversa (Zwergsteinbrand) ist das die Sporenoberfläche überziehende Leistennetz hingegen deutlich höher.

## Schadbild
Bereits die Keimblätter könnten kleine chlorotische Flecken aufweisen, die leicht zu übersehen sind.
Die Ährenfarbe verändert sich zu blaugrün bis schmutziggrau. Schon ab einem optisch nicht erkennbaren Sporenbesatz von 10.000 Sporen je Korn kann man den Weizensteinbrand riechen. Die Ährenanlagen sind oft deutlich gespreizt und enthalten Brandbutten, die nach Fisch stinken. Die dort enthaltene Sporenmasse ist anfänglich schmierig schwarz und später trocken. Die Länge der Pflanze verkürzt sich etwas, aber nicht so sehr wie beim Zwergsteinbrand. Dafür bleiben die Halme befallener Pflanzen länger grün. Nach dem Dreschen bleiben die Sporen am Saatgut, besonders dem Bärtchen, äußerlich haften.

## Biologie

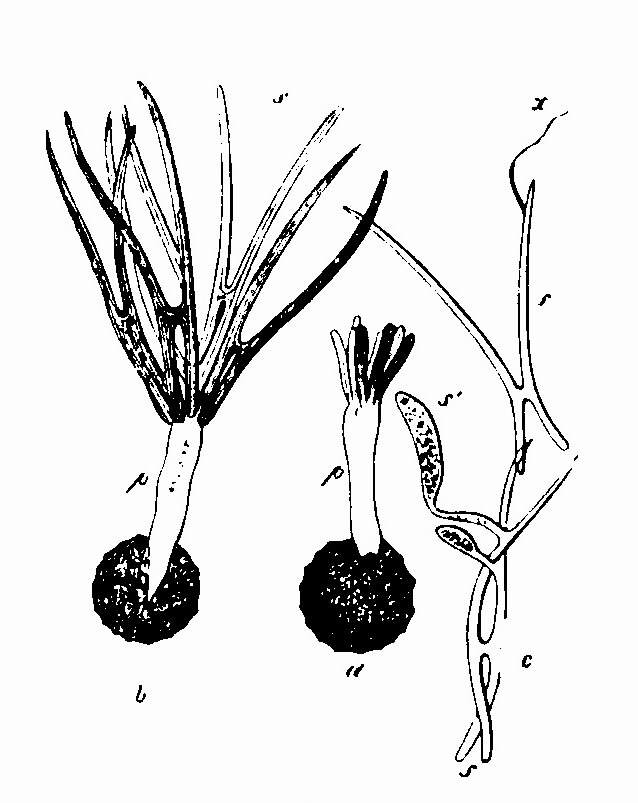
Keimende Sporen

Der Weizensteinbrand kommt neben dem Weizen auch auf Arten der Gattungen Aegilops, Agropyron, Trespen, Quecken, Gersten, Rispengräser, Roggen, Sitanion, Weizen und Triticale vor.
Die Sporen sind in den Brandbutten jahrzehntelang lebensfähig. Sie keimen nach der Aussaat gleichzeitig mit den Körnern. Der Kornkeimling kann bis zu einer Wuchsgröße von zwei Zentimetern infiziert werden. Optimale Infektionsbedingungen herrschen bei fünf bis zehn Grad Celsius. Auf Lehmboden reicht eine geringe Feuchtigkeit aus, Sandboden muss mittel feucht sein und Moorboden braucht eine hohe Feuchtigkeit von 20 bis 60 Prozent.

## Gegenmaßnahmen
Um Weizensteinbrand zu verhindern, muss zuerst möglichst reines Saatgut verwendet werden. Dazu muss zuallererst auf einen sauberen Drusch geachtet werden. Gegebenenfalls kann man eine Saatgutbürstmaschine einsetzen, das Saatgut mit heißem Wasser beizen oder Pflanzenschutzmittel auf Basis von Pseudomonas chlororaphis verwenden. Hilfreich sind eine frühe Winterweizenaussaat und eine späte Sommerweizenaussaat sowie Saatgut mit hoher Triebkraft.

## Systematik
Der Weizensteinbrand besitzt eine Anzahl an Synonymen. Das bekannteste ist Tilletia triticis.